# لو أدلر (صحفي)
لو أدلر (بالإنجليزية: Lou Adler)‏ هو صحفي أمريكي، ولد في 18 أبريل 1929، وتوفي في 22 ديسمبر 2017.